# Ptolemaios Philadelphus
 For alternative betydninger, se Ptolemæus (flertydig). (Se også artikler, som begynder med Ptolemæus)
Ptolemaios Philadelphus. (35 til 12 f.kr.) Han var det yngste barn af Marcus Antonius og Kleopatra VII. Augustus Cæsar tog ham og hans søster Cleopatra Selene med tilbage til Rom efter invasionen af Ægypten i 30 f.kr. som fanger, efter deres forældre havde begået selvmord og deres to brødre blevet myrdet efter ordre fra Augustus. De voksede op sammen, og Marcus Antonius' kone Octavia også Augustus søster tog sig af dem. Ptolemaois blev en karetkører og døde i en ulykke på banen i modstand mod sin rival Antipater, søn af Kong Herodes den Store af Judæa.